# Шахмурад-хан
Шахмурад-хан (узб. Shohmurodxon; 1847–1862) — 17-й хан Кокандського ханства в 1862 році. Відомий також як Мурад-хан II.

## Життєпис
Походив з династії Мінгів. Син Саримсак (Абдурахман)-бека, старшого сина Шералі-хана. Народився 1846 року, невдовзі його батька було вбито. У 1862 році після вбивства Малла-хана за допомоги кипчаків та киргизів на чолі з Алім-Кулом, Кадиром і Різалієм закріпився на троні Коканду. Спочатку вплив отримав Алімбек-дадхі, але невдовзі того вбив Алім-Кулі.
Втім знать та духовенство з сартів запросило на трон колишнього хана Худояра, який перебував у Бухарі. Останній з військом підійшов до Ташкенту, намісник якого Канаат перейшов на його бік. Водночас бухарський емір Музаффар вдерся до Кокандського ханства. Шахмурад-хан намагався швидко перемогти Худояра, але зазнав поразки й потрапив у полон. Невдовзі за наказом Худояра, що знову посів кокандський трон, Шахмурада було страчено.